# Sabbra Cadabra
Sabbra Cadabra es una canción de heavy metal de la banda inglesa Black Sabbath. Pertenece al álbum de 1973 Sabbath Bloody Sabbath. El nombre es un juego de palabras que combina la expresión abracadabra (usada en el encantamiento y la magia) con el nombre de la agrupación. Fue escrita por Geezer Butler, Ozzy Osbourne, Tony Iommi y Bill Ward. Aparece en el compilado Symptom of the Universe: The Original Black Sabbath 1970–1978 y en la caja Black Box: The Complete Original Black Sabbath 1970-1978.

## Personal
- Ozzy Osbourne (voz)
- Geezer Butler (bajo)
- Tony Iommi (guitarra)
- Bill Ward (batería)
- Rick Wakeman (teclados)

## Versiones
La popular banda de heavy metal estadounidense Metallica realizó una versión de la canción para el álbum Garage Inc..